# Frìtoła
La frìtoła (en véneto), frittola o frittella (en italiano) es un postre típico de la ciudad de Venecia, y con algunas variantes, también del Véneto, Friuli-Venecia Julia e Istria. Tradicionalmente, las frítolas se preparan durante el período del famoso Carnaval de Venecia.

## Preparación
Este frito veneciano tradicional se preparado con una masa de harina, huevos, leche, azúcar, pasa sultana, piñones, se fríen y se sirven con una pizca de azúcar granulada.
El típico fritole veneciano tiene un tamaño que no excede los 4 cm de diámetro y esponjoso (su interior es similar a una berlinesa), y se encuentran en muchas variedades diferentes. Puede estar relleno de cremas o mermeladas.
Los frìtołe veroneses no tienen piñones, pero están enriquecidos con manzana y grappa. En lugar de harina, se puede usar sémola o polenta.

## Fritule

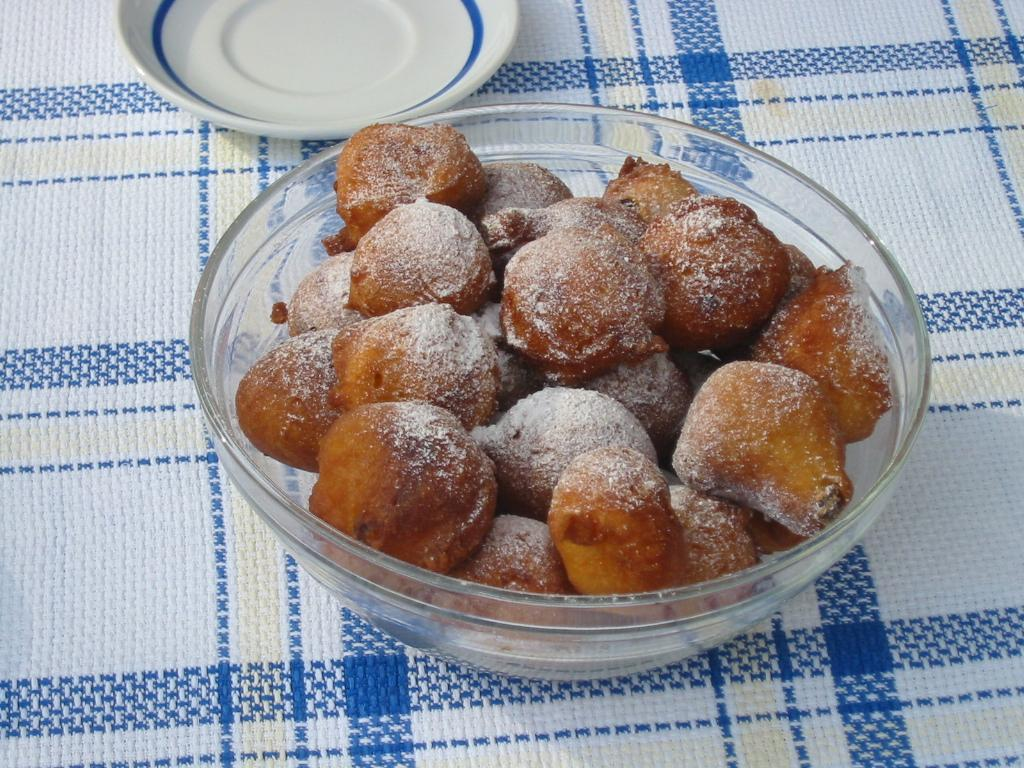
Fritule.

El fritule es un pastel de fiesta croata similar a los buñuelos, que se hacen especialmente para Navidad. Tiene mucha similitud con el zeppole italiano, pero suelen aromatizarse con brandy y cáscara de cítrico, incluir pasas en la masa y espolvorearse con azúcar glas.

## En la cultura
En la comedia Il Campiello escrita para el Carnaval de 1755 por Carlo Goldoni, la protagonista Orsola es una frittolera.